# Lluís Galiana i Cervera

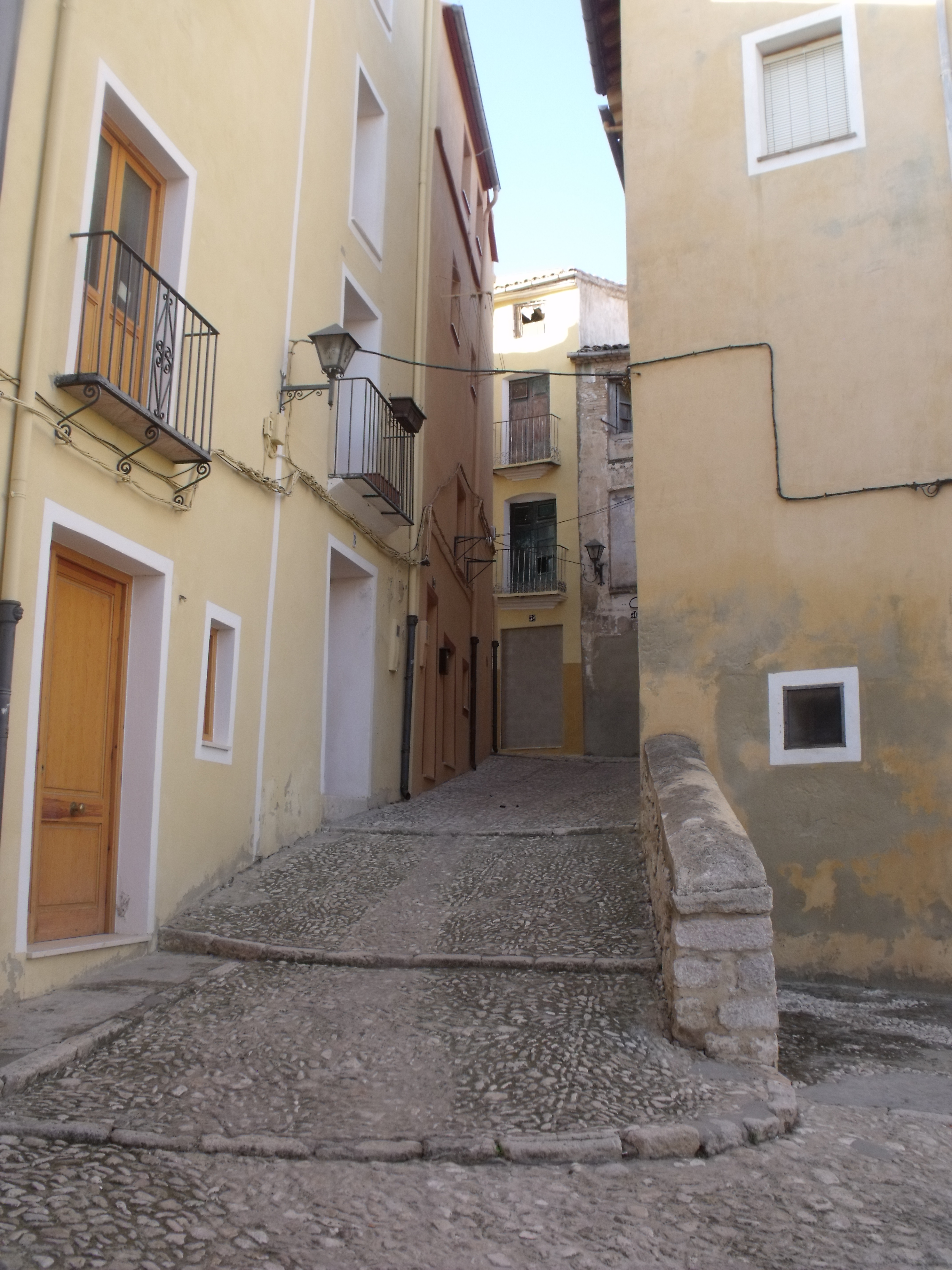
Imatge del centre històric d'Ontinyent, lloc natal de l'escriptor Lluís Galiana.

Lluís Galiana i Cervera (Ontinyent, Vall d'Albaida, 1740 - Ontinyent, Vall d'Albaida, 1771) fou un religiós i escriptor valencià conegut sobretot per ser l'autor de l'obra Rondalla de rondalles.
Nasqué el 8 de juny de 1740 a Ontinyent, fill d'un metge il·lustre. Als 16 anys, l'any 1756, ingressà en l'orde dominicà, al Convent de Sant Joan i Sant Vicent de la seua ciutat natal. Estudià en els col·legis, d'Ontinyent, Oriola i València. Després d'una intensa vida cultural, morí, segons sembla de tuberculosi, als 31 anys, en una finca que els seus pares posseïen al camp.
L'autor desenvolupa la seua sensibilitat cultural entre les influències creuades de Gregori Maians (il·lustrat valencià que escriu en castellà) i Carles Ros (que recollí un inventari de refranys en català). És, per tant, un il·lustrat, erudit de mentalitat barroca que escriu en català.

Segons relaten Vicent Salvador i Josep Daniel Climent Martínez, Galiana fou en la seua època (un segle xviii marcat pels Decrets de Nova Planta i l'abandonament dels usos cultes de la llengua) un rar exemple de fidelitat lingüística. Clar defensor de la unitat de la llengua, proposà per a aquesta un programa de recuperació basat en propostes com la confecció d'un diccionari normatiu o la reedició dels clàssics més destacats de la nostra història literària. Gran part de les seues idees lingüístiques apareixen en la carta-pròleg que destina a encapçalar el Diccionari del seu amic Carles Ros: 
"Mas io añado, que no solo es apreciable por ser breve i agraciada, sino tambien por ser capaz de toda aquella magestad, que se dá á la Castellana, tan propia para hablar de assuntos sérios, como reputada siempre por gloria especial de este Idioma. I sino, que lean los que piensan que nuestro Lemosin solo es para cosas de gracejo, el Libro quarto de Ludolfo Cartusiano traducido en Valenciano por Juan Roiz de Corella, i verán quan grave es; sabrán quan propio es para tratar cosas de Dios; i dirán que no solo la Lengua Castellana es séria i circunspecta, sino también la Valenciana. Siendo esto assi, como lo es, quien no admirará, que aquellos Hombres que huvieran podido adelantarla, ó á lo menos conservarla, se haian descuidado tanto, que no solo no le han dado lustre alguno, sino que aun han sido causa, para que aquel grande esplendor que la adornava, se fuesse obscureciendo?"

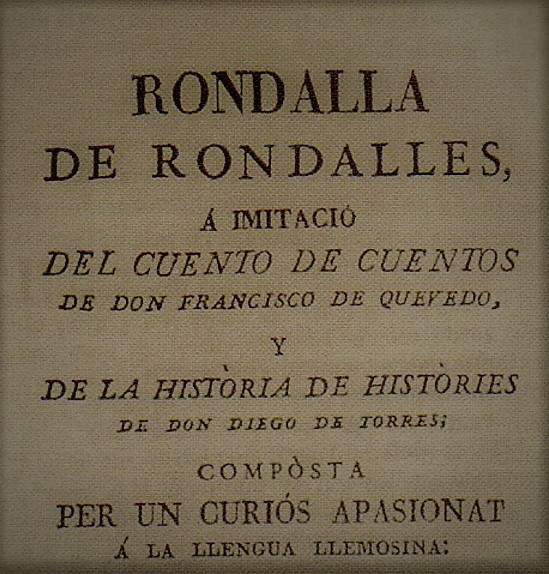
Portada de l'edició original de la Rondalla de rondalles, escrita per Lluís Galiana.

Hom ha atribuït a Galiana l'obra Rondalla de rondalles, llibre que arreplega una gran quantitat de vocables i frases fetes del País Valencià. Redactà també una Recopilación de refranes valencianos publicada de forma pòstuma el 1920. Per acabar, es dona l'existència d'un manuscrit seu inèdit i que es conserva a la Universitat de València amb la signatura M-92. Porta com a títol Tratatus de inscripcionibus antiquis, duobus tomis comprehensus. Cum variis scholiis, notis te animadvertionibus ad intelligenda multa venerandae Antiquitatis monumenta aptissimis (1758). En aquesta obra Galiana fa una defensa apassionada de l'antiguitat clàssica i reuneix inscripcions antigues, a més de notícies disperses que trobà en autors com Escolano, Pere Antoni Beuter o Morales.

## Rondalla de rondalles
Es tracta de l'obra més important de Galiana. Fou publicada l'any 1768 de forma anònima. El seu subtítol resa "Escrita a imitación del Cuento de Cuentos de Francisco de Quevedo" i, efectivament, tal com l'obra de l'autor castellà, es planteja com una recopilació de refranys i frases fetes que, en lloc de presentar-se en forma de llistat, s'articulen dins d'una narració, generalment al si dels diàlegs entre els diversos personatges. Segons el filòleg Vicent Salvador, aquesta fórmula permet que els elements fraseològics es troben inserits en un context comunicatiu (cosa que ajuda a entendre'n l'ús real) i aviva l'interés del lector.
Pel que fa a l'argument del llibre, ens conta la història d'Eufrasieta, una dolça i bella llauradora que, enamorada del jove Ximo del Portal, ha de lluitar contra els designis de son pare, qui es proposa evitar a tot preu la relació i procurar que la filla emparente amb un altre dels seus pretendents, Pep de Quelo, germà major de Ximo i fill pubill de la casa. Després d'una tensa discussió entre pare i filla, hi intervé l'oncle, que busca l'ajuda de la tia Bajuana, una vella celestina que intenta fer desistir a Eufrasieta de la seua passió. La jove decideix llavors citar de nit a Ximo del Portal, però aquest tarda més del compte i Eufrasieta, per error, es posa a dir paraules amoroses a un altre home que passava per casualitat baix de sa casa. En arribar-hi Ximo, la confusió es resol amb una gran baralla on intervenen diversos bergants i de la qual resulten mortes tres persones, entre ells Ximo del Portal, que mor d'una trabucada. Després de la intervenció de l'algutzir, una nova conversa entre Eufrasieta i la tia Bajuana fa que la jove entre en raó i accedisca a casar-se amb Pep de Quelo. Malgrat unes lleus desavinences entre les dues famílies, l'enllaç se celebra amb una gran festa.
Tant Vicent Salvador, ja citat, com Jaume Vidal Alcover insisteixen en què l'obreta de Galiana supera de bon tros els antecedents que pren com a model, sobretot el ja referit Cuento de Cuentos i la imitació d'aquest, la Historia de historias del també castellà Diego Torres y Villarroel. Les raons en són dos: en primer lloc, hi ha en l'obra de l'ontinyentí una frescor i naturalitat narrativa que no hi és en cap dels seus precedents, on l'argument o fil narratiu arriba a ser quasi inexistent. La segona raó, esgrimida per Salvador, es refereix a la destresa narrativa. Galiana, de fet, utilitza dos recursos magistrals: el primer, utilitzar el gènere de la rondalla (oral, a diferència del cuento quevedesc) per a introduir un suposat narrador del qual l'autor afirma que sols n'ha copiat les paraules; el segon, introduir el gènere epistolar amb les cartes que Eufrasieta dirigeix a Ximo del Portal. Amb aquesta doble solució, l'autor d'Ontinyent resol de forma satisfactòria la dificultat de compaginar un narrador culte amb unes expressions fraseològiques que pertanyen a un registre molt col·loquial. De pas, i amb aquestos dos recursos, la narració –continua Vicent Salvador– guanya en versemblança.
De la superació dels seus models dona compte l'èxit de l'obra, més meritori en tant que situat en uns anys de declivi per a la literatura en valencià. En són prova les successives reedicions que la l'obreta de Galiana conegué els anys 1776, 1820 i 1971.